# Municipio Guacara
El Pueblo de Guacara es uno de los 14 municipios autónomos que conforman el Estado Carabobo en la Región Central de Venezuela. Su capital es la ciudad homónima de San Agustín de Guacara (simplemente llamada Guacara). Se encuentra ubicado en la Región Oriental (centro - este) del Estado Carabobo. Tiene una superficie de 165km² y posee una población de 220.212 habitantes según el 2023, lo que representa el 7,8% de la población total del Estado Carabobo. El Municipio Guacara posee 03 parroquias civiles y forma parte del Área Metropolitana de Valencia.

## Geografía

### Límites
- Al norte: con el Municipio Puerto Cabello (Estado Carabobo) y el Municipio Ocumare de la Costa de Oro (Estado Aragua)
- Al sur: con el Lago de Valencia
- Al este: el Municipio San Joaquín 8(Estado Carabobo)
- Al oeste: el Municipio San Diego y el Municipio Los Guayos, ambos pertenecientes a la Gran Valencia

Mapa del Municipio Guacara y sus parroquias: Guacara, Yagua y Ciudad Alianza.

### Organización parroquial
Actualmente, el Municipio Guacara se divide en 3 parroquias:
| Parroquia         | Superficie | Población    | Densidad |
| ----------------- | ---------- | ------------ | -------- |
| Ciudad Alianza    | km²        | 23.000 hab.  | hab./km² |
| Guacara           | km²        | 167.260 hab. | hab./km² |
| Yagua             | km²        | 29.952 hab.  | hab./km² |
| Municipio Guacara | 165 km²    | 220 212 hab. | hab./km² |

## Relieve
El norte del Municipio Guacara (Vigirima) es montañoso y forma parte de la Cordillera de la Costa. La zona sur es más plana y se extiende hasta las orillas del Lago de Valencia.

## Clima
El Municipio presenta algunas variaciones en su clima debido a la diferencia de altura desde su extremo norte a su extremo sur. Al norte, en las elevaciones de la cordillera del Litoral, se localiza el clima tropical de altura con temperaturas mínimas del mes más frío, inferior a los 18 °C. y ligeramente superiores durante los meses menos fríos; este tipo de clima se localiza sobre los 1000 metros de altura. Hacia el sur. tanto en el sector central como en el sur se presenta un clima tropical con abundante lluviosidad y nítida separación de los períodos de lluvia y sequía y el registro de altas temperaturas, a excepción del mes de enero cuando se aproxima a los 20 °C.

## Vegetación
En el sector norte, donde se ubican las selvas pluviales con promedio de 1000 m s. n. m. y por sus temperaturas intermedias, con respecto a las selvas nubladas y a los valles, y su alta lluviosidad, la vegetación es muy variada predominando especies arbóreas como el Cedro, el Saqui-saqui, el Apamate, el Mijao y el Pardillo. En las tierras bajas que bordean al lago, la vegetación ha sido intervenida por el proceso agrícola y el industrial. Las muestras o testigos que sobreviven permiten afirmar la existencia de especies herbáceas y arbóreas como el Jobo, el Bucare, el Samán, el Indio Desnudo, Camoruco, Cedro y Mamón, entre otras.

## Ríos
- Río Vigirima
- Río Guacara

## Fundación
Para el año de 1810 aparece Guacara dentro de la organización vigente territorial del Cantón Valencia. 
Con la Ley de División Político Territorial de la República de Colombia, de fecha 25 de junio de 1824, aparece Guacara como parroquia del Cantón Valencia, situación que se mantiene en el Decreto del Congreso de la República del 29 de marzo de 1832 y en la Ley de abril de 1854, especificándose en esta última que Guacara era una Parroquia rural del Cantón Valencia.
En 1864 los Cantones pasan a llamarse Distritos y las Parroquias pasan a llamarse Municipios. Ese año es creado el Distrito Guacara, compuesto por con dos Municipios: Guacara y San Joaquín.

## Hechos históricos
Guacara fue escenario de la guerra de Independencia en cuyo devenir intervinieron importantes personajes unidos a Guacara como el Marqués del Toro y el General Diego Ibarra, Edecán del Libertador Simón Bolívar. Guacara fue sacudida por el histórico terremoto del Jueves Santo de 1812, con el que se desploma su iglesia y el cura oficia misa temporalmente en la casa del Marqués del Toro. Guacara aloja al Coronel Uztáriz cuando tiene que abandonar a Valencia que es tomada por Monte-verde el 3 de mayo de 1812.
En 1813 se da la Batalla de Vigirima y con ella Guacara escenifica un nuevo capítulo en la Independencia de Venezuela. José Félix Ribas con tropas compuestas en su mayoría de estudiantes, junto con otras fuerzas comandadas por El Libertador Simón Bolívar salen al encuentro de las fuerzas dirigidas por el Coronel Salomón, quien desde Puerto Cabello venía hacia Valencia. En Vigirima se encontraron los dos bandos el 20 de noviembre, saliendo victoriosas las fuerzas republicanas después de tres días de combate.

## Economía
Está relacionada con la ciudad de Valencia. Posee centros de manufacturas derivadas de la industria automotriz, metalmecánicas, textiles y procesadoras de alimentos, farmacéutica e importantes funciones comerciales y bancarias. Su población activa labora fundamentalmente en el sector industrial, de servicios y comercial.
Guacara es uno de los municipios del Estado Carabobo que registra mayor crecimiento de a nivel de población, de turismo, industrial, económico, infraestructura y transporte. Es considerada uno de los motores industriales de Venezuela acuñando para sí casi el 5% del aparato productivo industrial de todo el país, contando con gran cantidad de empresas de capital tanto nacional como extranjero entre las que figuran:
- Petrocasa S.A.
- Madera Sintética S.A
- Papeles Venezolanos C.A. (PAVECA)
- Alfa Carbons de Venezuela
- Pirelli Venezuela
- Auto Seat de Venezuela S.A. (Antigua Jhooson Control)
- Tabacalera Nacional C.A.
- Alucasa
- CVG. Alcasa
- Danaven (Cerrada)
- Tuboauto
- SH Fundiciones (Cerrada)
- Cafe Madrid
- Zona Industrial el Nepe (Schering Plough, ECKO, Laboratorios   ELMOR, Maderera la Ojedeña, ETC)
- Zona Industrial Pruinca (Cartoenvases, Metarcal, Henkel de Venezuela ETC)
- Zona Industrial Ciudad Alianza
- Federal Mogul
- Fanabus
- Venoco (desde octubre de 2014, PDVSA - Complejo de Lubricantes y Químicos Guacara)
- Vidrolux
- Servifletes
- Alimentos la lucha
- Pastas la Sirena
- Concretera Valencia
- PDVSA gas
- PDVSA Yagua (Planta Corpoven)
- Textiles Rimar
- Farmacia Médica
- Unilever (Cerrada)
- Tío Rico (Cerrada-opera como depósito)
- Plascart
- Clorox de Venezuela (Cerrada-ahora operada por el estado)
- Arrendadora Araguita
- Confraternidad Socialista del Transporte De Venezuela Archivado el 5 de marzo de 2016 en Wayback Machine.
- CORPORACION ZGT

## Turismo
- Ferias Patronales de San Agustín: Es la máxima celebración del Municipio Guacara, se celebra anualmente durante varios días a finales del mes de agosto en honor al Patrón del Municipio San Agustín. Tiene como sede principal el Parque Ferial de Guacara al este del municipio.

- Parque Arqueológico Piedra Pintada forma parte del parque nacional San Esteban, está situado en el Sector Tronconero de Vigirima, en el municipio de Guacara. Es un importante conjunto de petroglifos, menhires y restos arqueológicos pertenecientes a una de las tribus arahuacas. Desde 1996, se realizó un estudio donde se contempló la realización de un inventario y estudio exhaustivo de los petroglifos; excavaciones arqueológicas; un guion museológico; capacitación de guías; módulos expositivos y un anteproyecto de senderos de interpretación, este último está aún en proceso de realización. Esta actividad y proyecto ha sido avalada y supervisada por el Instituto del Patrimonio Cultural. El complejo arqueológico megalítico de Piedras Pintadas, Vigirima está protegido por la ley de salvaguarda del patrimonio cultural.

- Catedral San Agustín en el centro. Cabe destacar que Guacara contó con algunas iglesias pajiza a partir de la primera década del siglo XVII; sin embargo, de primera iglesia que se tenga noticia es la construida por el padre Manuel Pérez en 1624. Estas iglesias pajizas tendían a desaparecer a medida que se iban construyendo las de mampostería, y la primera de éstas la construyó Don Agustín Nicolás de Herrera en 1687, en el sitio que hoy ocupa, pero fue destruida totalmente por el terremoto de 1812. Así lo informó el sacerdote de la época el arzobispo Colly Prat aclarándole que se había mudado a decir misa en la casa nueva del Marqués del Toro, hasta tanto construyera un caney para más tarde levantar una nueva iglesia, la que se comenzó a edificar en 1845. En la iglesia de Guacara se encuentra el Cristo de las Violetas, aquel al cual Simón Bolívar pidió gracia para vencer en la Batalla de Vigirima un 25 de noviembre de 1813, llevada a cabo por el ilustre prócer José Félix Ribas que, con su batallón de estudiantes guerreros derrota en Vigirima, al Coronel Salomón y su regimiento de Granada.

- Plaza Bolívar de Guacara en el centro. El espacio que hoy ocupa la Plaza Bolívar de Guacara pertenecía hacia la segunda mitad del siglo XIX a la familia Wallis y era usado por los deportistas de entonces en el juego de la pelota con cotiza, antecedentes sin duda alguna de nuestro moderno béisbol y al que después convirtió en la alameda “Ibarra Vicente Wallis” en 1880 arborizándolo y construyendo jardines. Para 1884 fue transformada esta alameda en parque Ibarra por acuerdo del Concejo Municipal, en cuyo considerando se elogiaba a esa familia, en especial al arzobispo Francisco de Ibarra y Herrera, primer arzobispo de Venezuela, y a sus dos sobrinos: Diego, quien fuera primer edecán del Libertador, y a Andrés, quien lo acompañó en sus últimos momentos. Así permaneció hasta 1948, cuando decretó de la municipalidad fue designada Plaza Bolívar.

- La Quinta Arqueológica Casa Pimentel en Vigirima .

- Monumento del Dr. José Gregorio Hernándezen el distribuidor Negro Primero de la Autopista Regional del Centro

- Río Vigirima

## Monumentos históricos

### Petroglifos
Los petroglifos es el nombre que esencialmente se le da al dibujo tallado en piedras en todo el territorio, desde las riberas del lago de Tacariguas (Lago de Valencia) hasta la cresta montañosa de la Cordillera de la Costa, como testimonio de diversas culturas prehistóricas que pasaron por éste para dejar una huella.
Los petroglifos de Carabobo y en particular el Parque Arqueológico Piedra Pintada, en Vigirima al norte del ciudad dentro del Parque nacional San Esteban, se le asigna una datación aproximada entre 4500 años AC y 1000, según Rc14.
La antropología cultural considera a estos petroglifos como el logro más admirable del arte rupestre en Venezuela. Esta monumental biblioteca pétrea que contiene en sus libros los artísticos glifos que hablan de un pasado remoto de cuando se asentaron en las riveras del Akeúna, el mítico lago de las aguas de la vida eterna, hoy Lago de Valencia. Los caribes y Arahuacos viniendo desde las profundas selvas del Matogrosso y desde la meseta de Bogotá, navegando los grandes ríos en sus curiaras y la travesía de la cordillera andina trayendo consigo su cultura, los mitos, religión, el arte del petroglifo y la navegación, la técnica de la construcción en piedra y madera, la agricultura, la caza y la observación astronómica.
Desafortunadamente este patrimonio histórico-cultural se encuentra a campo traviesa, a merced de los elementos naturales; la luz solar, la lluvia, los vientos alisios y los cambios climáticos han venido causando paulatinamente la erosión eólica, la meteorización y cáncer de la piedra y la contaminación ambiental, hasta su desaparición total, en la eterna agonía del tiempo.
El petroglifo más conocido es el denominado Diosa de la lluvia o de la fertilidad, símbolo de Guacara, por presentar una deidad muy importante para el grupo que concibió y por la riqueza con el cual ha trabajado denotando un amplio dominio de la plástica. Estos petroglifos resaltan por su belleza, la perfección de sus formas y su proporcionalidad por lo que se afirma que Guacara, es la ciudad arqueológica de Venezuela.

### Quinta Arqueológica Casa Pimentel
De arquitectura colonial, constituye una referencia importante en la historia de la producción del café del Municipio Guacara. Considerada la finca cafetalera más moderna de Latinoamérica en la época de Juan Vicente Gómez. Presenta una estructura de dos pisos con dos grandes corredores, además de áreas verdes, piscina, una pequeña capilla, amplios patios bordeados de un caudaloso río. En áreas anteriores a la quinta se encuentran maquinarias utilizadas en el proceso del café, como la trilladora y un molino. En la actualidad la Alcaldía de Guacara evalúa algunos proyectos con el fin de proyectarla como un atractivo turístico y de esparcimiento para los habitantes del centro del país.

## Servicios públicos
La Parroquia Guacara, como el Municipio, cuenta con servicios educacionales públicos y privados a nivel preescolar, primario, secundario y superior. Servicios médico-asistenciales, servicios de Energía eléctrica, centros comerciales, entre otros.

### Educación
El municipio cuenta con muchos centros de educación básica en diferentes zonas, que van desde preescolar, primaria y bachillerato, tanto en instituciones privadas, como públicas, estadales y gubernamentales.

### Educación inicial
C.E.I. Dr. José María Vargas
C.E.I. Ave del Paraíso
C.E.I. Nueva Guacara
C.E.I. Lago Jardín
C.E.I. San Agustín
C.E.I.B. El Samán 
- Universidad Nacional Experimental de las Fuerza Armada (UNEFA)

- Universidad Tecnológica Del Centro (UNITEC)

- Universidad Bolivariana de Venezuela (UBV)

- Instituto Tecnológico de Tecnología Industrial (IUTI)

- Centro de Formación Profesional Jesús Obrero (CFPJO)

- Instituto Nacional de Capacitación Educativa Socialista (INCES)

- Centro de Formación y Capacitación Bolívar (CEFORCAB)

- Instituto Jack Computer

### Salud
- Hospital Dr. Miguel Malpica: en el sector Negro Primero

- Centro Clínico de Especialidades Quirúrgicas Guacara conocida como (Clínica 24 horas): en el centro de Guacara

- Clínica Nuestra Señora de Coromoto: en el centro de Guacara

- Clínica María Auxiliadora: en el centro de Guacara

- Seguro Social: en la zona de Yagua

### Centros comerciales
- C.C. Alianza Mall: en Ciudad Alianza

- C.C. Guacara Plaza: en el centro de Guacara con acceso directo a la Autopista Regional del Centro

- C.C.P. Piedra Pintada en Vigirima

- C.C. Guacara en el centro de Guacara

- C.C. Paseo Guacara en el centro de Guacara

- C.C. Ciudad Alianza en Ciudad Alianza

- C.C. Ciudad Traki Mall en Ciudad Alianza, este último aún está en construcción y se considera que será uno de los centros comerciales más grandes del estado después del C.C. Metrópolis Valencia y el Sambil Valencia

- C.C. Central Guacara en Ciudad Alianza

### Transporte
La Autopista Regional del Centro (Troncal 1) pasa por toda la mitad del municipio. La Autopista Variante Guacara - Bárbula (L-0001) comunica el municipio con Naguanagua, San Diego y la parte norte de Valencia y la Carretera Nacional Guacara-Valencia (L-0006).
Cuenta con unidades de autobuses y líneas de carros sub-urbanos que cubren todas las rutas a todas partes del municipio, y líneas de autobuses urbanos que cubren rutas fueras del municipio a otros municipios del estado y fueras de él. Además de líneas de taxis en todas partes del municipio.
Además actualmente se está construyendo un ferrocarril del Sistema Ferroviario Nacional que cubre varias rutas de Caracas pasando por el Estado Miranda, Estado Aragua y el Estado Carabobo, en este último atravesando los municipios de San Joaquín, Mariara, San Diego, Naguanagua y principalmente Guacara al norte de este municipio, hasta llegar a Puerto Cabello.

### Servicios de Energía Eléctrica
Toda la extensión territorial del Municipio está servida de energía eléctrica proveniente de las empresas del estado venezolano
- Corporación Eléctrica Nacional

- CADAFE

### Seguridad
La Policía Municipal de Guacara está integrada por 600 efectivos policiales, para marzo de 2017. La sede principal o Centro de Coordinación Policial Municipal se encuentra ubicado en la Carretera Nacional, Zona Industrial Los Naranjillos.

## Puntos Cardinales
| Noroeste: Municipio Puerto Cabello | Norte: Municipio Puerto Cabello | Nordeste: Estado Aragua     |
| Oeste: Municipio San Diego         |                                 | Este: Municipio San Joaquín |
| Suroeste: Municipio Los Guayos     | Sur: Lago de Valencia           | Sureste: Lago de Valencia   |

## Política y gobierno

### Alcaldes
| Período     | Alcaldes                     | Partido político / Alianza | % de votos | Notas |
| ----------- | ---------------------------- | -------------------------- | ---------- | --- |
| 1989 - 1992 | Laureano Francisco Del Valle | COPEI                      | 43,08      | Primer alcalde bajo elecciones directas                                                                                |
| 1992 - 1995 | Elías Aldana                 | COPEI                      | 32,09      | Segundo alcalde bajo elecciones directas                                                                               |
| 1995 - 2000 | Elías Aldana                 | COPEI                      | -          | Reelecto (se realizaron elecciones generales adelantadas en el 2000 debido a la aprobación                             |
| 2000 - 2004 | José Manuel Flores           | MVR                        | 34,89      | Tercer alcalde bajo elecciones directas                                                                                |
| 2004 - 2008 | José Manuel Flores           | MVR                        | 36,27      | Reelecto |
| 2008 - 2013 | Gerardo Sánchez Chacón       | PSUV                       | 52,28      | Cuarto alcalde bajo elecciones directas (se postergan 1 año las elecciones municipales pautadas para finales del 2012) |
| 2013 - 2017 | Gerardo Sánchez Chacón       | PSUV                       | 60,92      | Reelecto |
| 2017 - 2021 | Johan Castañeda              | PSUV                       | 68,65      | Quinto alcalde bajo elecciones directas                                                                                |
| 2021 - 2025 | Johan Castañeda              | PSUV                       | 54,32      | Reelecto |
| 2025-2029   | Johan Castañeda              | PSUV                       |            | Reelecto |

### Concejo municipal
Período 1989 - 1992
| Concejales:            | Partido político / Alianza |
| ---------------------- | -------------------------- |
| Edgar Valero           | AD                         |
| Freddy Cesar           | AD                         |
| Mailyn de Ortiz        | AD                         |
| Elías Aldana           | COPEI                      |
| Faustíno Alcántara     | COPEI                      |
| Gustavo Nava Manzano   | COPEI                      |
| Ruben González Rengifo | MAS                        |
| Higinio Rojas Castillo | MAS                        |
| José Felix Ramírez     | MAS                        |

Período 1992 - 1995
| Concejales:            | Partido político / Alianza |
| ---------------------- | -------------------------- |
| Higinio Rojas Castillo | MAS                        |
| Xavier Chacón          | MAS                        |
| José Luis Ramírez      | MAS                        |
| Luby de Chacin         | MAS                        |
| Elías Jiménez Pinto    | COPEI                      |
| Victor Mujica Salero   | COPEI                      |
| Heliott Cedeño         | COPEI                      |
| Faustíno Alcántara     | MIN                        |
| Lesbia T. De Machado   | AD                         |

Período 1995 - 2000
| Concejales:            | Partido político / Alianza |
| ---------------------- | -------------------------- |
| Carlos López Caballero | COPEI                      |
| Luis Bolivar Herrera   | COPEI                      |
| Raul Ribero Centeno    | COPEI                      |
| Elias Jiménez Pinto    | COPEI                      |
| Victor Mujica Salero   | COPEI                      |
| Eliott España          | COPEI                      |
| Luis Ospino            | PROCA                      |
| Israel Bolivar         | AD                         |
| Ivan García            | CONVERGENCIA               |

Periodo 2000 - 2005
| Concejales:             | Partido político / Alianza |
| ----------------------- | -------------------------- |
| Luis Mareno             | MVR                        |
| Susana Garcia           | MVR                        |
| Hebert Camargo          | MVR                        |
| Jose Manuel Bolivar     | MVR                        |
| Jesus Hernández Padilla | MAS                        |
| Santiago Rodriguez      | MAS                        |
| Gustavo Barreto         | PRVZL                      |
| Omaira Ibarra           | PRVZL                      |
| Victor Mujica Salero    | GRESANDI                   |

Periodo 2005 - 2013
| Concejales:         | Partido político / Alianza |
| ------------------- | -------------------------- |
| Alexon Sanchez      | MVR                        |
| Luisa Omaira Guzman | MVR                        |
| Silvia Guerra       | MVR                        |
| Carlos Partidas     | MVR                        |
| Francisco del Valle | MVR                        |
| Rodolfo Matheus     | MVR                        |
| Lesvia Castillo     | MVR                        |
| Gerardo Sanchez     | MVR                        |
| Alberto Robles      | CST                        |

Período 2013 - 2018
| Concejales       | Partido político / Alianza |
| ---------------- | -------------------------- |
| Alexon Sánchez   | PSUV                       |
| Xiomara Montilla | PSUV                       |
| Douglas Gasrero  | PSUV                       |
| Oscar Lopez      | PCV                        |
| Rosa Prieto      | PSUV                       |
| Luiza Guzmán     | PSUV                       |
| Carlos Méndez    | MUD                        |
| Marcos Cegarra   | MUD                        |
| Norma Favian     | MUD                        |

Período 2018 - 2021
| Concejales       | Partido político / Alianza |
| ---------------- | -------------------------- |
| Carlos Sánchez   | PSUV                       |
| Xiomara Montilla | PSUV                       |
| Oscar Lopez      | PCV                        |
| Yurimar Farfán   | PSUV                       |
| Yurismary Urbina | PSUV                       |
| Visael Perozo    | PSUV                       |
| José López       | PSUV                       |
| Aly Bravo        | PSUV                       |
| Micelen Machado  | PSUV                       |

Periodo 2021 - 2025
| Concejales:          | Partido político / Alianza |
| -------------------- | -------------------------- |
| Alejandro Gómez      | PSUV                       |
| Yurimar Farfán       | PSUV                       |
| Ronal Millán         | PSUV                       |
| Belkis Amaya         | PSUV                       |
| Ali Bravo            | PSUV                       |
| Salvador Abdeljabar  | PSUV                       |
| José Carvajal        | PSUV                       |
| Maricruz Pereira     | PSUV                       |
| Engelbert Montenegro | MUD                        |